# جون شارب (سياسي أسترالي)
جون شارب (بالإنجليزية: John Sharp)‏ هو سياسي أسترالي، ولد في 15 ديسمبر 1954 في سيدني في أستراليا. حزبياً، نشط في الحزب الوطني الأسترالي. وقد انتخب عضو مجلس النواب الأسترالي عن دائرة Division of Hume ‏ (13 مارس 1993 – 31 أغسطس 1998) وانتخب عضو مجلس النواب الأسترالي عن دائرة Division of Gilmore ‏ (1 ديسمبر 1984 – 13 مارس 1993).